# Bitmap
En bitmap er et engelsk IT-udtryk, der betyder et kort over punkter.
Inden for billedbehandling er det en metode at lagre digitale billeder på. Billedet deles op i et fintmasket mosaik af rækker og kolonner (også kaldet et rasterbillede). Hvert element i en given række og given kolonne, kaldet et punkt (eng.: pixel), har sin egen farve.
Der findes mange måder at lagre bitmapbilleder på. Af filformater kan blandt andre BMP, PNG, GIF, JPEG og TIF nævnes. BMP er et af de ældste og simpleste formater, som har pladskrav der stiger proportionelt med billedets dimensioner (bredde, højde og farvedybde). Andre formater har forskellige måder at komprimere mængden af oplysninger og giver således mulighed for at reducere billedets fil-størrelse.

### Konvertering fra rastergrafik til vektorgrafik
- AutoTrace – converts bitmap to vector graphics
- potrace
- Delineate – raster to SVG converter